# Rollin' and Tumblin'
Pistes de King of the Delta Blues Singers
Kindhearted Woman Blues Preaching Blues
Singles de Muddy Waters
Screaming And Crying / Where's My Woman Been
(1950) Rollin' Stone /
Walkin' Blues
(1950)
Rollin' and Tumblin' est une chanson de blues enregistrée pour la première fois en 1929 par Hambone Willie Newbern. Cet air classique du Delta blues a été très souvent interprété, parfois avec des paroles et des titres différents, aussi bien par des artistes du Delta que du Chicago blues ou du blues rock, la version la plus célèbre étant celle de Muddy Waters en 1950.

## Version originale
Hambone Willie Newbern enregistre la chanson sous le titre Roll and Tumble Blues le 14 mars 1929 à Atlanta, Géorgie, pour le label Okeh Records. Il est parfois considéré comme l'auteur des paroles. Le morceau contient des éléments de Minglewood Blues, enregistrée l'année précédente par Gus Cannon's Jug Stompers. Newbern chante seul, en s'accompagnant à la guitare slide.
La chanson, composée en clé de La, utilise un accord ouvert et un nombre irrégulier de mesures. Le tempo, rapide, augmente de 140 bpm au départ jusqu'à 158 bpm à la fin.
Une caractéristique essentielle de la chanson est que le premier couplet commence sur l'accord IV, plutôt que sur l'accord I plus habituel (par exemple, en clé de la, ce serait un accord en ré plutôt que l'accord en la). Après les deux premières mesures, l'accord IV se transforme en accord I. Souvent, l’accord IV passe en IV ♭ 7 sur la deuxième mesure ou sur les deux derniers battements de la deuxième mesure.
Les paroles, qui parlent d'une relation déçue, suivent un modèle standard de blues AAB.
And I rolled and I tumbled and I cried the whole night long (2×)
And I rose this mornin' mama and I didn't know right from wrong ...
And I fold my arms lord and I walked away (2×)
Said "that's all right sweet mama your trouble gon' come some day
Roll and Tumble Blues est l'une des six chansons enregistrées par Newbern lors de sa seule session d'enregistrement. Le disque est sorti avant l'apparition des charts, cependant, il est bientôt devenu un standard souvent repris, et le titre le plus connu de Newbern.

## Autres interprétations
De nombreux musiciens de blues ont repris cette chanson. Robert Johnson en enregistre une version en 1936, sous le titre If I Had Possession Over Judgment Day, en modifiant les paroles et le sens. Cet enregistrement ne sera jamais publié avant 1961, sur l'album King of the Delta Blues Singers. Celle-ci sera souvent reprise à son tour. 
Banty Rooster Blues de Charley Patton (1929), Brownsville Blues et The Girl I Love, She Got Long Curly Hair de Sleepy John Estes, Dough Roller Blues de Garfield Akers (1930) , Goin' Back to Memphis de Sunnyland Slim (1954) et Rollin' Blues de John Lee Hooker s'inspirent également de Roll and Tumble Blues. 
La version la plus connue, ayant pour titre Rollin' and Tumblin', est enregistrée en 1950 par Muddy Waters, avec Big Crawford à la basse, pour le label Aristocrat (futur Chess Records). Leonard Chess insiste pour que Waters enregistre la chanson moins d'un mois après qu'il en ait enregistré une version pour le label rival Parkway, accompagné de Little Walter et Baby Face Leroy Foster. Le disque Parkway est attribué au Baby Face Leroy Trio, Leroy et Waters étant crédités pour les paroles et la musique. La chanson occupe les deux faces de ces deux disques. Elmore James enregistre une version avec des arrangements différents en 1960, et est aussi désigné en tant qu'auteur.
En 1961, Howlin' Wolf enregistre Down in the Bottom, qui utilise de nouvelles paroles qui sont créditées à Willie Dixon. Johnny Shines enregistre une version intitulée Red Sun en 1975,  avec la même musique mais des paroles sur le thème de la prison. R. L. Burnside enregistre Rollin' Tumblin' en de nombreuses occasions, la première pour le producteur George Mitchell en août 1967.
À partir des années 1960, la chanson est également largement reprise dans le monde du rock. Le groupe Cream l'enregistre en 1966 pour son album Fresh Cream. En 1966, Canned Heat la publie sur son premier album (1967). On retrouve deux versions différentes (avec et sans harmonica) sur Vintage (1970). 
The Yardbirds enregistre la chanson pour leur album Little Games en 1967, avec des paroles différentes, sous le titre de Drinking Muddy Water, qui peut faire référence aussi bien à Muddy Waters ou aux paroles de la chanson Blue Yodel No. 1 (aussi connue comme T for Texas) par Jimmie Rodgers. L'album crédite Chris Dreja, Jim McCarty, Jimmy Page et Keith Relf comme auteurs-compositeurs.
Led Zeppelin reprend la version de Sleepy John Estes en concert sous le titre The Girl I Love She Got Long Black Wavy Hair. Ce titre est enregistré en 1969 pour l'émission de radio Chris Grant's Tasty Pop Sundae, et publiée en 1997 sur BBC Sessions.
La même année, Captain Beefheart enregistre Sure 'Nuff n' Yes I Do sur l'album Safe as Milk, avec des paroles différentes. Don Van Vliet et Herb Bermann sont mentionnés comme auteurs. 
On la retrouve sur l'album Unplugged (1992) d'Eric Clapton, qui enregistre également la version de Robert Johnson sur Me and Mr. Johnson et Sessions for Robert J (2004).
Grateful Dead la joue en concert à de nombreuses reprises et dans différentes versions, Rollin' and Tumblin', Minglewood Blues, The New Minglewood Blues, The All-New Minglewood Blues, et The New New Minglewood Blues.
Bob Dylan l'enregistre sur Modern Times (2006). Les  paroles sont, pour la plupart, différentes et Bob Dylan est crédité en tant qu'auteur.
Rollin' and Tumblin' est aussi enregistré, entre autres, par les artistes suivants :
- Big Joe Williams et J.D. Short en 1958 (Roll & Tumble), paru sur les bonus du CD de Stavin' Chain Blues (1991)[12]
- Memphis Slim sur And The Real Boogie-Woogie (Roll and Tumble, 1959)[13]
- Memphis Slim et Willie Dixon sur Songs Of Memphis Slim & Willie Dixon (1960)[14]
- Johnny Winter pour The Progressive Blues Experiment (1968)
- le groupe japonais Blues Creation sur l'album de ses débuts (1969)
- Fleetwood Mac sur The Original Fleetwood Mac (1971)
- Bonnie Raitt sur The Lost Broadcast - Philadelphia 1972 (Live) (édité en CD en 2010) et  sur Bonnie Raitt in Session - Can't Find My Way Home (2018)
- Dr. Feelgood sur Malpractice (1975)
- Buddy Guy et Junior Wells sur Alone & Acoustic (1991)
- Peter Green (If I Had Possession Over Judgment Day) sur l'album The Robert Johnson Songbook en 1998
- Jean-Jacques Milteau la joue sur l'album Blues Live paru en 1998.
- Rory Block (If I Had Possession Over Judgment Day) sur Confessions Of A Blues Singer (1998) et The Lady and Mr Johnson (2000)
- Jeff Beck sur You Had It Coming (2000)
- Gov't Mule (If I Had Possession Over Judgment Day), morceau caché sur l'album Life Before Insanity (2000)
- Michael Jones, Jean-Jacques Goldman, Basile Leroux et Chris Lancry sur la compilation Autour du blues (2001)
- Cyndi Lauper avec Ann Peebles sur Memphis Blues (2010)
- Foghat sur Last Train Home (2010)
- Arno, avec Roland et Paul Couter sur la compilation Radio 1 sessies 2008-2012 (2012)
- Popa Chubby sur I'm Feelin' Lucky (2014)
- Rod Stewart sur Blood Red Roses (2018)
- Billy Gibbons sur The Big Bad Blues (2018)